# Zografos (gmina)
Zografos (gr. Δήμος Ζωγράφου, Dimos Zografu) – gmina w Grecji, w administracji zdecentralizowanej Attyka, w regionie Attyka, w jednostce regionalnej Ateny-Sektor Centralny. Siedzibą i jedyną miejscowością gminy jest Zografos. W 2011 roku liczyła 71 026 mieszkańców.